# 克丽丝滕·索斯尼斯
克丽丝滕·索斯尼斯（英語：Kristen Thorsness，1960年3月10日—），美国女子赛艇运动员。她曾代表美国参加1984年和1988年夏季奥林匹克运动会赛艇比赛，其中1984年奥运会获得女子八人单桨有舵手金牌。